# 대방역
대방(성애병원)역(Daebang(Seong-Ae Hospital)Station, 大方(聖愛病院)驛)은 서울특별시 영등포구 신길동 및 동작구 대방동에 걸쳐있는 수도권 전철 1호선과 서울 경전철 신림선의 환승역이다. 개업 당시엔 역 시설물 전체가 관악구 대방동에 속했기 때문에 현재의 명칭이 정해졌다. 수도권 전철 1호선은 급행열차 운행 일환으로 대피선 설치 계획이 있다. 서울 경전철 신림선은 샛강 하저터널로 샛강역과 연결된다.

## 역 구조
3면 4선의 쌍상대식 승강장이며 에스컬레이터가 설치돼 있다. 출구는 6개다.
대방역은 경부선상의 역임에도 불구하고 일반 열차 선로를 찾아보기 어렵다. 일반 열차의 본선 선로는 역 아래 터널로, 노량진 - 신길 간 좌우 입체 교차한 형태로 이뤄져 있어 대방역 자체엔 용산삼각선을 경유한 비정기편성 일부 특별 열차를 제외하고는 정규 운행한 무궁화호나 새마을호와 같은 일반 열차가 지나가지 않게 된다.

### 1호선 승강장
| ↑노량진       |
| \| ３２ \| １ |
| 신길↓         |

| 1 | ● 수도권 전철 1호선 | 영등포 · 구로 · 부천(부천대학교)·송내 · 동인천 방면 (급행)                      |
| 2 | ● 수도권 전철 1호선 | 용산 방면 (급행)                                                                |
| 3 | ● 수도권 전철 1호선 | 구로 · 부천(부천대학교)·인천 · 서동탄 · 천안 · 신창(순천향대) 방면 (일반, 급행) |
| 4 | ● 수도권 전철 1호선 | 용산 · 광운대 · 의정부 · 연천 방면 (일반, 급행)                                 |

### 신림선 승강장
승강장은 2면 2선의 상대식 승강장으로, 스크린도어가 설치돼 있다.
| 샛강(KB금융타운)↑ |
| \| 상             |
| ↓서울지방병무청   |

| 상 | ● 서울 경전철 신림선 | 샛강 방면                                                    |
| 하 | ● 서울 경전철 신림선 | 보라매(현대HT)·신림(타임스트림)·서원 · 관악산(서울대학) 방면 |

## 역 주변
- ● 서울 지하철 9호선, ● 서울 경전철 신림선 샛강역
- 63빌딩
- 가톨릭대학교 여의도성모병원
- 공군호텔
- 여의도샛강생태공원
- 서울여성프라자
- 서울지방병무청
- 성애병원
- 앙카라공원
- 윤중중학교
- 한국방송공사 별관
- 해군회관
- 이투데이 본사
- 서울신길초등학교
- 신길지구대
- 스페이스 살림

## 역사
- 1974년 8월 15일 : 개통
- 2009년 12월 1일 : 철도승차권 단말기 철거
- 2011년 : 스크린도어 가동 개시
- 2022년 5월 28일 : 서울 경전철 신림선 개통과 함께 환승역이 됨

## 사진

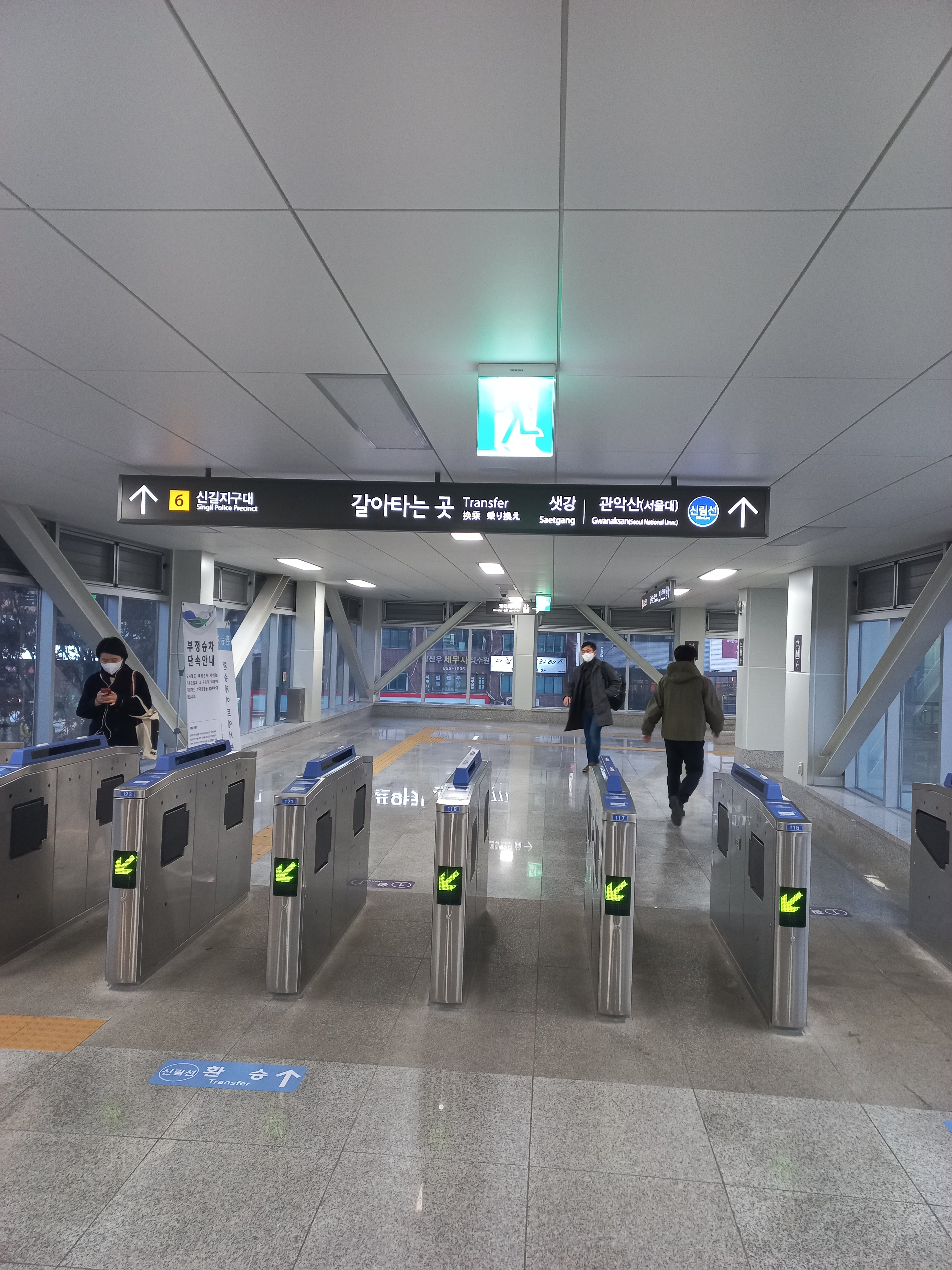
환승통로
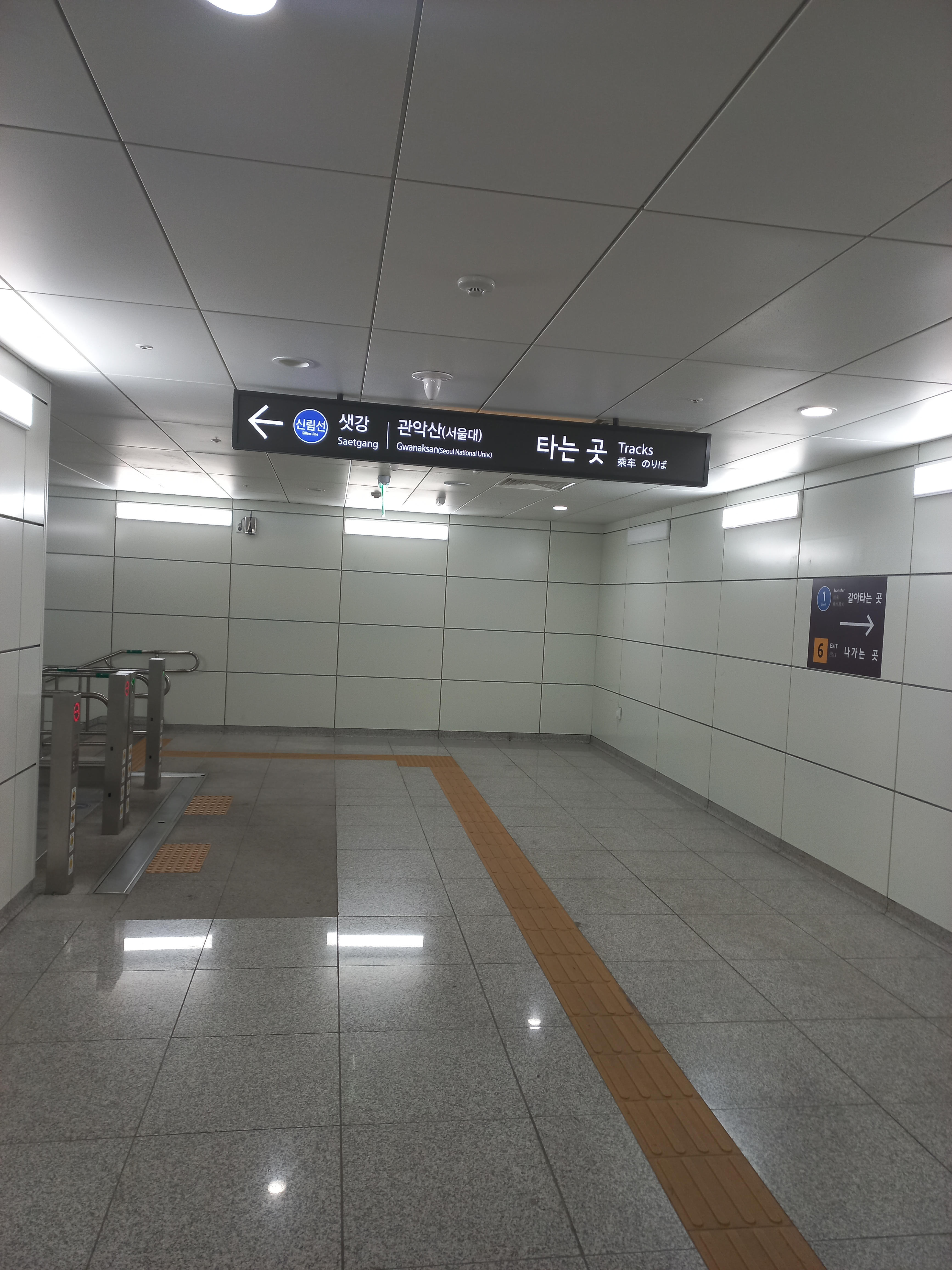
환승통로2
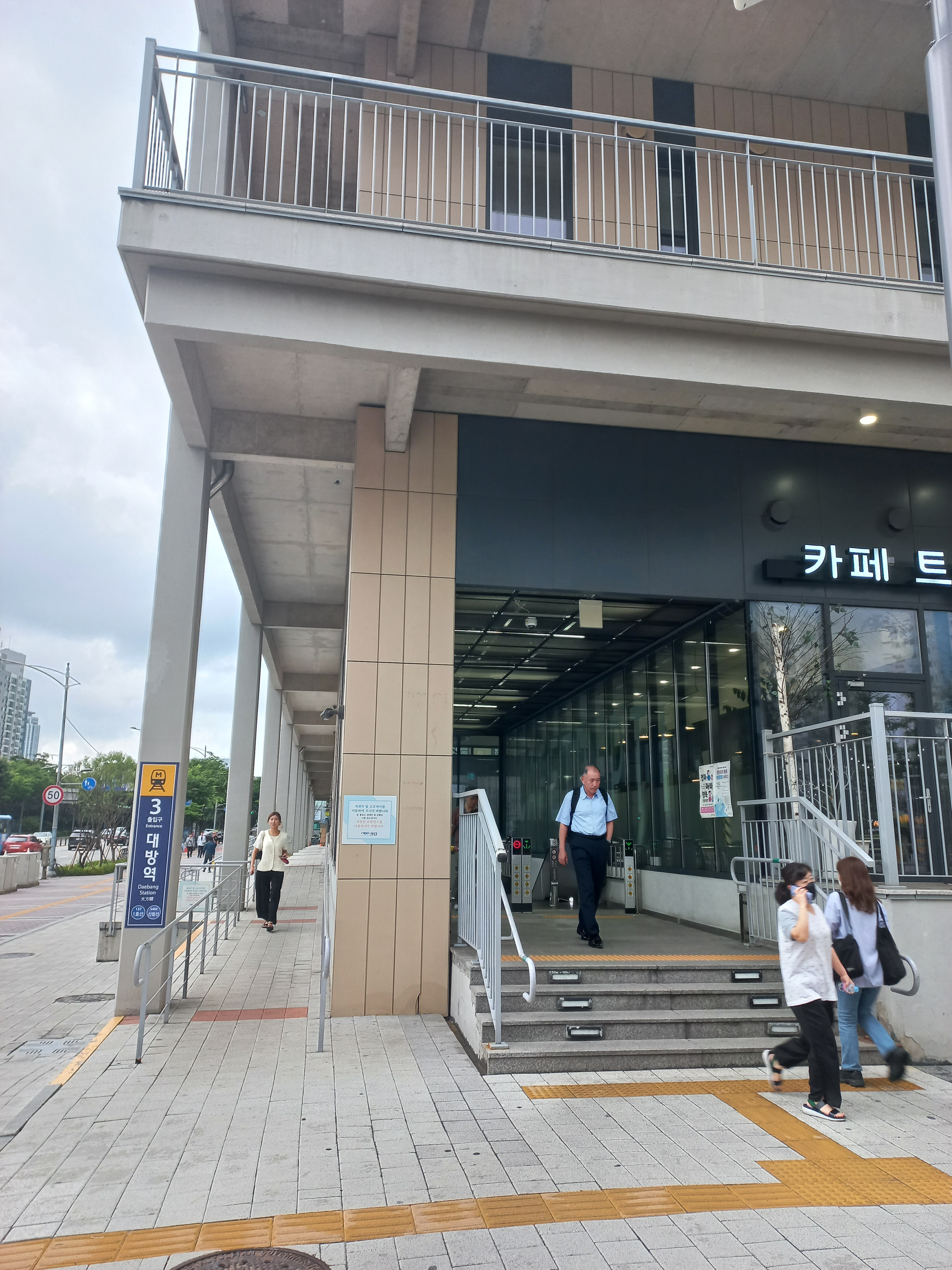
3번출구
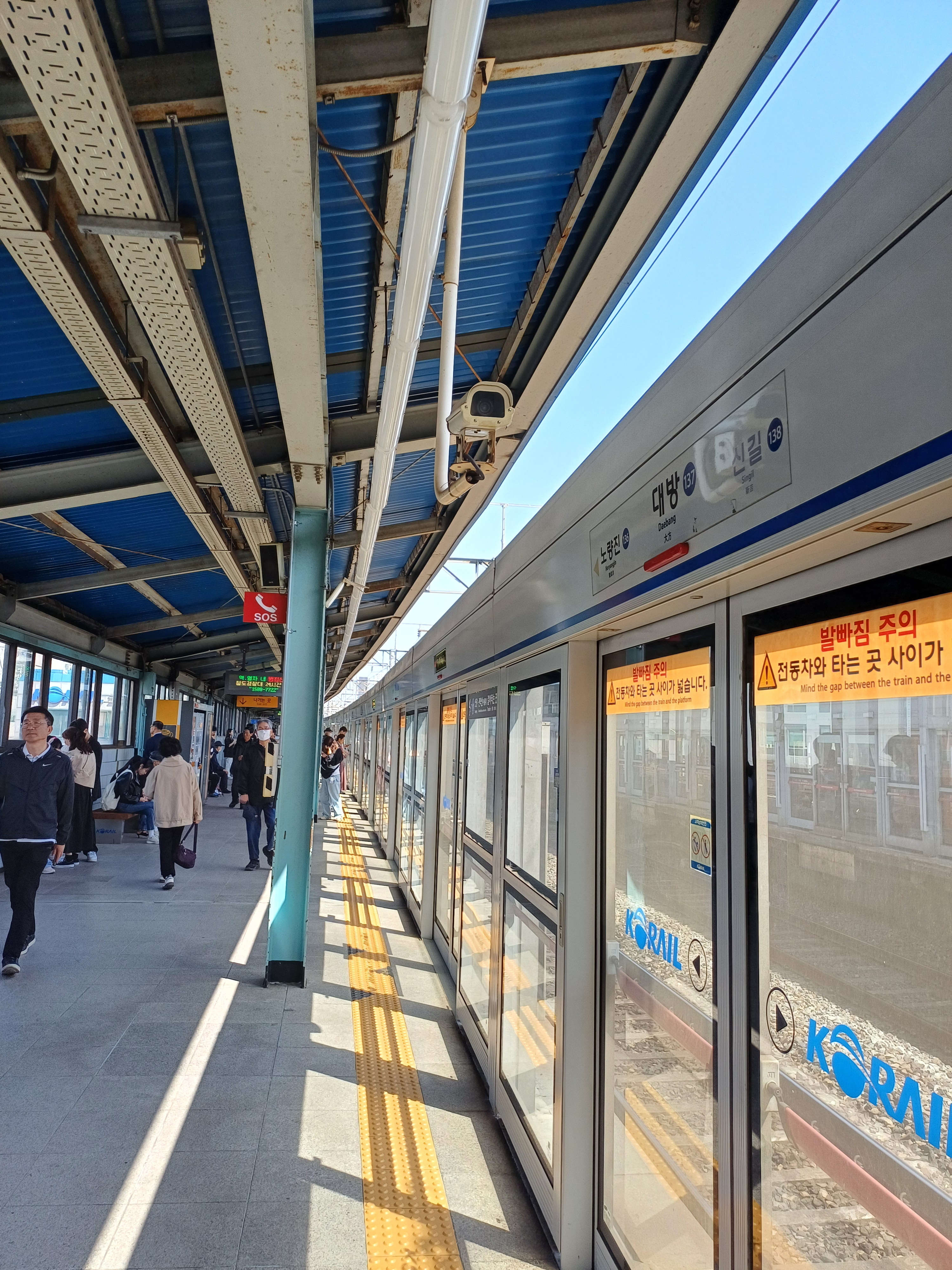
승강장2
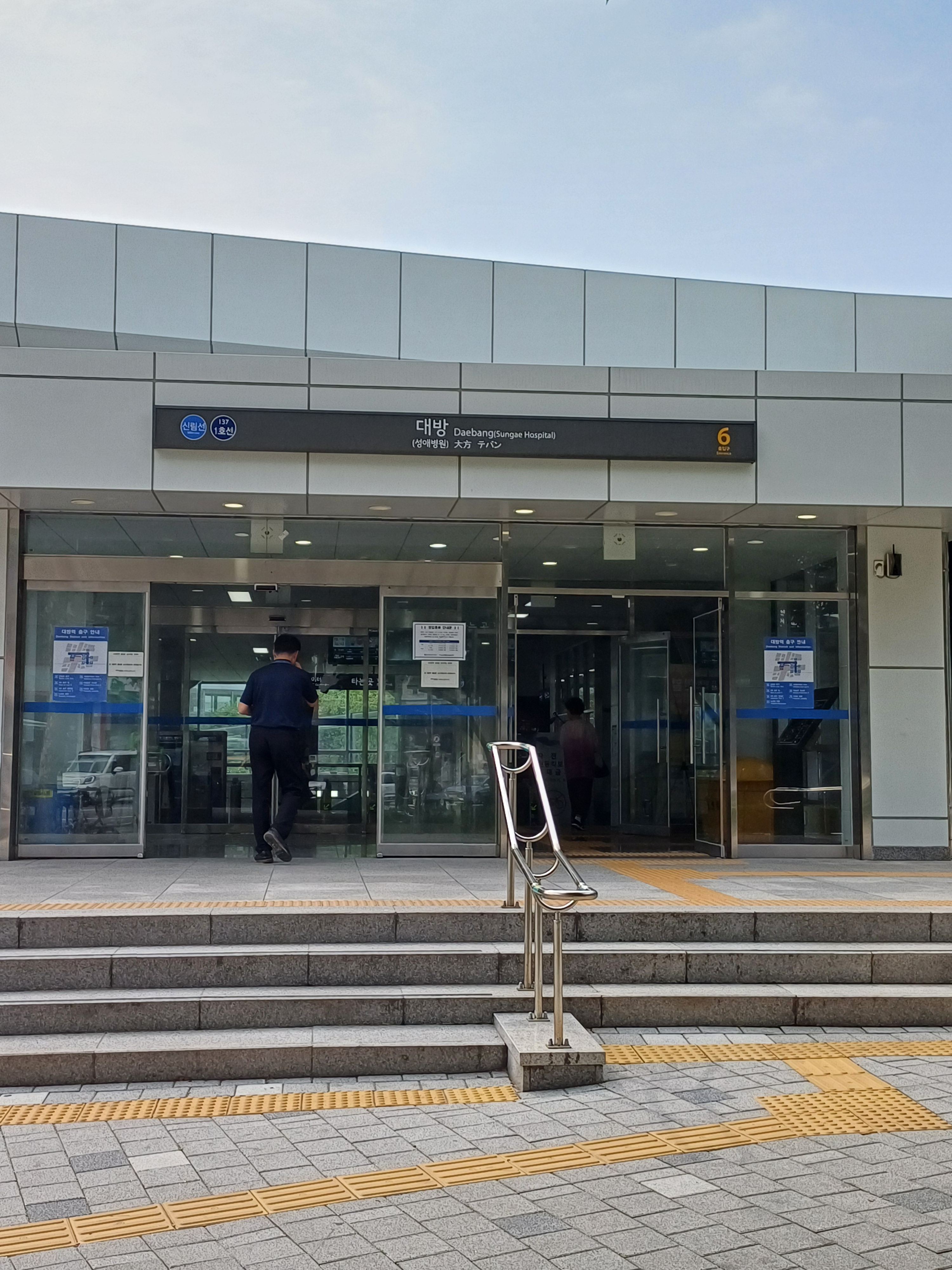
6번출구

## 이용객 변동
| 노선  | 노선 | 일평균 인원수 (명/일) | 일평균 인원수 (명/일) | 일평균 인원수 (명/일) | 일평균 인원수 (명/일) | 일평균 인원수 (명/일) | 일평균 인원수 (명/일) | 일평균 인원수 (명/일) | 일평균 인원수 (명/일) | 일평균 인원수 (명/일) | 일평균 인원수 (명/일) | 각주                  | 각주                  | 각주  |
| 노선  | 노선 | 2000년                | 2001년                | 2002년                | 2003년                | 2004년                | 2005년                | 2006년                | 2007년                | 2008년                | 2009년                | 각주                  | 각주                  | 각주  |
| ----- | ---- | --------------------- | --------------------- | --------------------- | --------------------- | --------------------- | --------------------- | --------------------- | --------------------- | --------------------- | --------------------- | --------------------- | --------------------- | ----- |
| 1호선 | 승차 | 19,583                | 21,289                | 22,734                | 26,223                | 18,089                | 19,524                | 19,312                | 19,729                | 19,818                | 18,472                | [ 4 ]                 | [ 4 ]                 | [ 4 ] |
| 1호선 | 하차 | 16,239                | 21,352                | 22,592                | 25,364                | 19,044                | 19,257                | 19,010                | 19,404                | 19,321                | 18,039                | [ 4 ]                 | [ 4 ]                 | [ 4 ] |
| 노선  | 노선 | 일평균 인원수 (명/일) | 일평균 인원수 (명/일) | 일평균 인원수 (명/일) | 일평균 인원수 (명/일) | 일평균 인원수 (명/일) | 일평균 인원수 (명/일) | 일평균 인원수 (명/일) | 일평균 인원수 (명/일) | 일평균 인원수 (명/일) | 일평균 인원수 (명/일) | 일평균 인원수 (명/일) | 일평균 인원수 (명/일) | 각주  |
| 노선  | 노선 | 2010년                | 2011년                | 2012년                | 2013년                | 2014년                | 2015년                | 2016년                | 2017년                | 2018년                | 2019년                | 2020년                | 2021년                | 각주  |
| 1호선 | 승차 | 17,302                | 17,075                | 16,538                | 16,116                | 15,925                | 15,830                | 15,838                | 15,354                | 14,804                | 14,609                | 10,512                | 10,300                | [ 4 ] |
| 1호선 | 하차 | 16,747                | 16,528                | 16,359                | 16,083                | 15,819                | 15,746                | 15,709                | 15,231                | 14,845                | 14,754                | 10,711                | 10,613                | [ 4 ] |

## 인접한 역
| 경부선                                                 | 경부선                                                                                 | 경부선                                                      |
| ------------------------------------------------------ | -------------------------------------------------------------------------------------- | ----------------------------------------------------------- |
| 136 노량진 연천 방면 광운대 방면 용산 방면 청량리 방면 | ● 수도권 전철 1호선 경원-경인선 완행 · 경원선 급행 경부선 완행 경인선 급행 경부선 급행 | 138 신길 인천 방면 서동탄 · 신창 방면 동인천 방면 신창 방면 |
| 서울 경전철 신림선                                     |                                                                                        |                                                             |
| S401 샛강 방면                                         | ● 서울 경전철 신림선                                                                   | S403 서울지방병무청 관악산 방면                             |